# Lars-Göran Arwidson
Pour les articles homonymes, voir Arwidson.
Skinnar Lars-Göran Arwidson, né le 4 avril 1946 à Malung, est un biathlète suédois.

## Biographie
Il est le père du biathlète Tobias Arwidson, actif dans les années 2010.
À l'origine fondeur, il se met au biathlon car passionné de chasse, il souhaite combiner les deux disciplines.
Aux Jeux olympiques d'hiver de 1968, il est médaillé de bronze au relais.
Aux Jeux olympiques d'hiver de 1972, il remporte la médaille de bronze à l'individuel.
Il devient entraîneur après sa carrière sportive, puis agent immobilier.

## Palmarès

### Jeux olympiques d'hiver
| Épreuve / Édition | Individuel                          | Relais                              |
| ----------------- | ----------------------------------- | ----------------------------------- |
| JO 1968 Grenoble  | 17e                                 | Médaille de bronze, Jeux olympiques |
| JO 1972 Sapporo   | Médaille de bronze, Jeux olympiques | 5e                                  |
| JO 1976 Innsbruck | 10e                                 | 8e                                  |